# Arena Sajik
Arena Sajik - przeznaczona do koszykówki hala sportowa znajdująca się w mieście Pusan w Korei Południowej. W tej hali swoje mecze rozgrywa drużyna Kia Enterprise. Hala została oddana do użytku w roku 1985. Może pomieścić 15 000 widzów, wszystkie miejsca są siedzące. Jest to jedna z największych obok znajdujących się w Seulu Jamsil i Jangchung hal w Korei Południowej.